# Capelle Strauss
Capelle Strauss var en orkester i 1800-talets Österrike-Ungern.
Capelle Strauss grundades 1827 i Wien av Johann Strauss d.ä. och hade under hans ledning 14-28 musiker. År 1843 utrustades orkestern med en klädsel med röda frackar och vita byxor. Efter Johan den äldres död 1849 övertogs orkestern av sonen Johann Strauss d.y., som slog samman den med sin egen orkester till en storlek på drygt 40 musiker.
Brodern Josef Strauss tog ledningen 1863, sedan Johan d.y. blivit utsedd till kejserlig och kunglig Hofballmusik-Direktor. Den yngste brodern Eduard Strauss övertog i sin tur orkestern efter Josefs död 1870. Orkestern hade då vuxit ut till närmare 50 medlemmar. Sönerna Strauss komponerade musik för orkestern efter den storlek orkestern hade vid tiden för komponerandet. Orkestern spelade också annan musik av samtida tonsättare som Giuseppe Verdi, Richard Wagner och Pjotr Tjajkovskij med orkesterarrangemang av bröderna Strauss.
Capelle Strauss upplöstes 1901. År 1977 bildades i Wien Wiener Strauss Capelle och år 1992 i Stockholm Stockholms Strauss-Orkester, båda med det ursprungliga Capelle Strauss som förebild.